# 京極高次
京極高次（日语：／ Kyōgoku Takatsugu，1563年—1609年6月4日），是日本安土桃山時代至江戶時代的武將、大名。他是京極高吉的長男。妻為淺井長政與織田市之女淺井初，兩人是表兄妹的關係（高次之母京極瑪麗亞和初之父淺井長政是姊弟關係）。

## 經歷
永禄6年（1563年），京極高吉與京極瑪麗亞（淺井久政女兒。淺井長政的姐姐）的長男於淺井氏居城近江國小谷城京極丸出生，幼名小法師。
父親高吉原本仕於足利義昭，義昭與織田信長對立之際出家，高次被送往美濃國擔任人質，渡過幼少年時期。元龜4年（1573年）7月15代將軍義昭在宇治槇島城被信長追放時，改仕於信長，受封近江國奥島5,000石。
天正10年6月2日（1582年6月21日）、本能寺之變信長被明智光秀討死、高次因姐姐龍子嫁給若狭國武田元明，於是與元明共同仕於光秀，並進攻羽柴秀吉的居城長濱城，13日山崎之戰光秀被秀吉討死，19日元明自殺身亡。高次先逃往美濃國，後逃往若狭國的武田領地，一度藏身於柴田勝家處（京極家譜）。
1584年因裙帶關係成為秀吉家臣，受封近江國高島郡2,500石。翌年增加5,000石。同年九州平定再加封1萬石及大溝城，正式成為大名。天正15年（1587年）迎娶淺井長政的女兒・初為正室。1590年因小田原征伐功績獲封成為近江國八幡山2萬8千石大名。敘任從五位下侍從。文祿4年（1595年）加封至大津6萬石，敘任從四位左近衛少將，獲賜豐臣姓。翌年敘任從三位参議（宰相）。
1600年，德川家康討伐會津時，高次受到家康堅守大津城的委託。不久後氏家行廣與朽木元綱前來要求高次加入西軍，此時高次考慮大津城的守備不足，以及考量在大坂擔任人質的嫡子熊麿（京極忠高）的安全，而同意加入西軍。然而，表面上高次在動員準備參戰，實則仍暗中將西軍的動向告知家康。
9月1日高次與西軍主力一同出發，次日到達越前國東野，在琵琶湖畔海津乘船潛返大津，9月3日募集城兵及兵糧，立即向德川家重臣井伊直政告知倒向東軍的消息。此事同時被大坂方得知，附近經過逢坂關的西軍部隊立即在毛利元康（西軍總大將毛利輝元的叔父）的指揮下圍攻大津城。不久後西軍的立花宗茂也率軍加入圍攻。11日夜晚，家臣山田大炊及赤尾伊豆守夜襲得到戰果，不過，12日城牆溝被填埋，13日受到總攻擊，高次自己也應戰而受到長槍擊傷，三丸、二丸陸續陷落。高次率軍苦戰十餘天，在14日拒絕西軍的勸降，直到15日北政所派出使者孝藏主前來，加上老臣黑田伊予的勸說，高次才在當天夜間投降，15日與七十餘名將兵一同到附近的園城寺剃髮為僧經由宇治前往紀伊國高野山。
同日早晨關原之戰爆發，圍攻大津城的西軍毛利元康、立花宗茂等一萬五千部隊只前進到草津，無法參加數十里外發生的決戰。如果沒有大津城拖住西軍大批部隊十餘日，德川家康就必須在關原面對更大量的西軍部隊，有可能輸掉這場戰爭，因此德川家康對高次的功勞非常看重。戰後井伊直政派使者請高次下山不成，後來由山岡道阿彌以及在關原會戰中立下戰功的弟弟高知親自請求，高次才同意下山。
家康立即重召他成為大名，並且將他加封到8萬5000石的若狹國小濱藩及後瀨山城。慶長5年10月進入小濱，翌年加封近江國高島郡7,100石。
1609年5月病逝，享年47歲。家督由長男京極忠高繼承。

## 登場作品
小說
- 湖笛（毎日新聞社、水上勉著）
- 命運之宴（光文社、笹澤左保著）
- 螢之城（PHP研究所、秋月達郎（日语：秋月達郎）著）

影視劇
- 湖笛（1970年、NET、演：石濱朗）
- 大坂城之女（日语：大坂城の女）（1970年、KTV、演：高橋昌也（日语：高橋昌也 (俳優)））
- 戰國的女子們（1982年、CX、演：細川俊之）
- 春日局（1989年、NHK大河劇、演：長谷川明男）
- 豐臣秀吉 獲取天下！（日语：豊臣秀吉 天下を獲る!）（1995年、TX、演：出水憲）
- 葵德川三代（2000年、NHK大河劇、演：小野寺昭）
- 江～公主們的戰國～（2011年、NHK大河劇、演：齋藤工）